# Тясицу
Тясицу (яп. 茶室, «чайная комната») — чайный домик, атрибут японской чайной церемонии.

## История возникновения
Литературные источники указывают, что первый такой домик построен в 1473 году. Чайные домики — тясицу — походили на крошечные бедные хижины восточных мудрецов, они были предельно скромны как по внешнему виду, так и по внутреннему убранству.
Непритязательность обстановки создавала высшее ощущение красоты, постичь смысл которой следовало путём философского осмысления реальности. В качестве украшений допускался лишь свиток с философским изречением, картина старинного художника и букет цветов. Устройство тясицу и процедура чаепития были разработаны известными мастерами тяною Дзёо Танэко (1503—1555) и Сэн-но Соэки (1521—1591), ставшего знаменитым под именем Рикю.

## Интерьер тясицу
Оборудование интерьера классического тясицу в полной степени соответствовало эстетическим канонам и национальному характеру японцев, стремящихся к достижению внутренней гармонии. Подготовка к такому настроению начиналась ещё на подступах к тясицу. С давних времен тясицу окружают небольшим садом, который должен способствовать нарастанию особого настроения, без которого церемония оказывалась бы бессмысленной. Вступление на выстланную крупным камнем дорожку, ведущую к тясицу, означает начало первой стадии медитации: вступивший оставляет в этот момент все свои мирские заботы и сосредоточивается на предвкушении ожидающей его церемонии.
По мере приближения к тясицу сосредоточенность усиливается, а медитация переходит во вторую фазу. Этому способствуют старый фонарь, освещающий дорожку в вечерние и ночные часы, камень-колодец — цукубаи в выдолбленном углублении, хранящий воду для омовения рук и полоскания рта, низкая, высотой в девяносто сантиметров, дверь, через которую проходят, становясь в проеме на колени. Такое уменьшение входа в чайный домик имеет глубокий философский смысл: каждый, кто хочет приобщиться к высокому искусству чайной церемонии, независимо от ранга и чина, должен, входя, непременно согнуться, потому что здесь все равны.
Низкий вход не давал также возможности аристократам из военного сословия (см. самурай) войти внутрь вооруженными — длинные мечи приходилось оставлять за порогом. И это было символично: пусть оставят вас все жизненные невзгоды и мирская суета, пусть ничто не волнует ваше сознание здесь, где надо сосредоточиться на прекрасном.
Помимо входя для гостей, в тясицу может быть несколько других входов, как минимум один — для хозяина чайного домика. Такой вход называется садогути, и через него хозяин может попасть в подсобную комнату мидзуя.
В интерьере чайного домика самым важным элементом считалась ниша (токонома). В ней обычно помещали какэмоно — свиток с живописью или с каллиграфической надписью, ставили букет цветов и курильницу с благовониями. Токонома располагалась напротив входа и сразу же привлекала внимание гостей. Свиток для токонома подбирался с особой тщательностью и был непременным атрибутом обсуждения во время церемонии.
Многие известные мастера чайной церемонии, в особенности Рикю, были приверженцами дзэн-буддизма. Процедура чайной церемонии и устройство тясицу отражали основные идеи дзэн. Размер комнаты для чаепития (сукия) примерно восемь квадратных метров. Согласно положениям сутр, в помещении подобного размера однажды смогли поместиться восемьдесят четыре тысячи учеников Будды. Эта аллегория имеет в своей основе теорию буддизма, отрицающую наличие у истинно «просветленных» веса и объёма тела. Такие ассоциации усиливались полумраком, который создавался слабым светом из небольшого окна под самым потолком и отражением света от стен, отделанных темно-серой глиной. Все это вызывало у гостей ощущение приятного уединения в тени.
Для полного наслаждения, утверждает писатель Д. Танидзаки (1886—1965), японцу нужен «некоторый полумрак, предельная чистота и такая тишина, чтобы ухо различало даже комариное пение». Японцы всегда, говорит Танидзаки Дзюньитиро, стремятся к тени. «Наши гостиные, — объясняет он, — устроены так, чтобы солнечные лучи проникали в них с трудом. Не довольствуясь этим, мы еще более удаляем от себя лучи солнца, пристраивая перед гостиными специальные навесы либо длинные веранды. Отраженный свет из сада мы пропускаем в комнату… стараясь, чтобы слабый дневной свет только украдкой проникал к нам… Мы предпочитаем этот… полумрак всяким украшениям — на него никогда не устанешь любоваться».

## Планировка тясицу
Обычно площадь тясицу составляет 4,5 татами. Тясицу с меньшей площадью называются кома (яп. 小間, маленькая комната), с большей - хирома (яп. 広間, широкая комната).